# Contea di Guilford
La contea di Guilford, in inglese Guilford County, è una contea dello Stato della Carolina del Nord, negli Stati Uniti. La popolazione al censimento del 2000 era di 421 048 abitanti. Il capoluogo di contea è Greensboro.

## Storia
La contea di Guilford fu costituita nel 1771.